# لوز (دلاور)
لوز، دلاور (به انگلیسی: Lewes, Delaware) یک شهر در ایالات متحده آمریکا است که در دلاویر واقع شده‌است.

## خصوصیات
لوز ۲٬۷۴۷ نفر جمعیت دارد.